# Nam-gu, Busan
Nam-gu (koreanska: 남구) är ett av de 15 stadsdistrikten (gu) i staden Busan i sydöstra Sydkorea, 300 km sydost om huvudstaden Seoul.

## Administrativ indelning
Nam-gu består av 17 stadsdelar (dong).

- Daeyeon 1-dong
- Daeyeon 3-dong
- Daeyeon 4-dong
- Daeyeon 5-dong
- Daeyeon 6-dong
- Gamman 1-dong
- Gamman 2-dong
- Munhyeon 1-dong
- Munhyeon 2-dong
- Munhyeon 3-dong
- Munhyeon 4-dong
- Yongdang-dong
- Yongho 1-dong
- Yongho 2-dong
- Yongho 3-dong
- Yongho 4-dong
- Uam-dong